# Catégorie naturelle (philosophie)
 (janvier 2025).
La mise en forme du texte ne suit pas les recommandations de Wikipédia : il faut le « wikifier ».
Les points d'amélioration suivants sont les cas les plus fréquents :
- Les titres sont pré-formatés par le logiciel. Ils ne sont ni en capitales, ni en gras.
- Le texte ne doit pas être écrit en capitales (les noms de famille non plus), ni en gras, ni en italique, ni en « petit »…
- Le gras n'est utilisé que pour surligner le titre de l'article dans l'introduction, une seule fois.
- L'italique est rarement utilisé : mots en langue étrangère, titres d'œuvres, noms de bateaux, etc.
- Les citations ne sont pas en italique mais en corps de texte normal. Elles sont entourées par des guillemets français : « et ».
- Les listes à puces sont à éviter, des paragraphes rédigés étant largement préférés. Les tableaux sont à réserver à la présentation de données structurées (résultats, etc.).
- Les appels de note de bas de page (petits chiffres en exposant, introduits par l'outil «  Source ») sont à placer entre la fin de phrase et le point final[comme ça].
- Les liens internes (vers d'autres articles de Wikipédia) sont à choisir avec parcimonie. Créez des liens vers des articles approfondissant le sujet. Les termes génériques sans rapport avec le sujet sont à éviter, ainsi que les répétitions de liens vers un même terme.
- Les liens externes sont à placer uniquement dans une section « Liens externes », à la fin de l'article. Ces liens sont à choisir avec parcimonie suivant les règles définies. Si un lien sert de source à l'article, son insertion dans le texte est à faire par les notes de bas de page.
- La présentation des références doit suivre les conventions bibliographiques. Il est recommandé d'utiliser les modèles {{Ouvrage}}, {{Chapitre}}, {{Article}}, {{Lien web}} et/ou {{Bibliographie}}. Le mode d'édition visuel peut mettre en forme automatiquement les références.
- Insérer une infobox (cadre d'informations à droite) n'est pas obligatoire pour parachever la mise en page.

Pour une aide détaillée, merci de consulter Aide:Wikification.
Si vous pensez que ces points ont été résolus, vous pouvez retirer ce bandeau et améliorer la mise en forme d'un autre article.
En philosophie des sciences, les catégories naturelles (ou genres naturels) sont les regroupements des objets ou entité partageant des propriétés communes. Les disciplines scientifiques étudient ces objets et élaborent les catégories idoines. Un genre dit naturel reflète la structure du monde naturel plutôt que les intérêts et les actions des êtres humains. Les catégories naturelles reposent sur le réalisme scientifique : la science parvient à révéler ces catégories en partant du principe que les classifications et taxonomies employées par la science correspondent aux catégories réels de la nature. L'existence de ces genres réels et indépendants des intérêts humains ou arbitraire est considérée comme justifiant nos déductions et pratiques scientifiques.

## Métaphysique du genre naturel
La métaphysique des genres naturels pose la question de savoir si nous devons considérer les catégories supposément naturelles comme véritablement naturelles. Et si c'est le cas, que sont les genres naturels ? Enfin, les genres naturels ont-ils une essence ?

### Naturalisme
Le naturalisme est la position selon laquelle il existe des façons véritablement naturelles de classer les choses. Intuitivement, regrouper toutes les occurrences du métal zinc revient à procéder à une classification naturelle, tandis que regrouper la colonne de Trajan, le chiffre deux et Jules César revient à classer les choses de manière arbitraire.
Le regroupement des classifications "voitures fabriquées en Allemagne", "légumes culinaires", "autels" n'est pas naturel, mais elle n'est pas arbitraire non plus puisqu'elle reflète des intérêts humains. Ce point de vue est appelé naturalisme. Il est souvent appelé réalisme en raison de son étroite affinité avec le réalisme scientifique ; en effet, le naturalisme peut être considéré comme une conséquence ou une composante du réalisme scientifique standard.

### Conventionnalisme
Le naturalisme concernant les classifications des genres naturels s'oppose au conventionnalisme (également appelé constructivisme ou constructionnisme), selon lequel les catégories naturelles n'existent pas indépendamment des scientifiques et des autres personnes qui en parlent. John Stuart Mill exprime ce contraste de la manière suivante :
"Dans la mesure où une classification naturelle est fondée sur des catégories réelles, ces groupes ne sont certainement pas conventionnels ; il est parfaitement vrai qu'ils ne dépendent pas d'un choix arbitraire du naturaliste".
Les conventionnalistes nient que toutes nos classifications, y compris celles de la science, soient des formes de classification naturellement privilégiées. Le principal motif du conventionnalisme faible est le scepticisme quant à la capacité de la science à découvrir les principes naturels de la classification. 

### Réalisme promiscue
Le réalisme promiscue de John Dupré (ou realism promicuous en anglais) affirme qu'il existe d'innombrables façons de taxonomiser le monde en catégorie. La structure du monde est extrêmement complexe et peut être catégorisée de différentes manières transversales, en fonction des différents intérêts théoriques que nous poursuivons.

### Réalisme des catégories naturels
Le réalisme concernant les genres naturels est le point de vue selon lequel il existe des entités qui sont des genres naturels. les divisions naturelles entre les genres reflètent les frontières entre les entités réelles ; c'est-à-dire que la différence entre l'argent et l'or n'est pas simplement une différence entre deux groupes naturels de choses, mais est une différence entre deux entités distinctes, l'argent et l'or. Kripke, par exemple, soutient que le terme "or" réfère de manière rigide à une réalité objective et immuable. Quine, cependant, adopte une position plus pragmatique : pour lui, la réalité est toujours en interaction avec nos théories et nos observations.
Pour Quine, les catégories scientifiques sont souvent une question de "pragmatisme théorique", choisies pour leur utilité dans un certain contexte d'observation et de prédiction. Il soutient que nos théories ne capturent qu'une facette de la réalité, et que la classification des objets dans des types naturels est en grande partie le produit de ces théories et non une simple découverte de types préexistants. Quine est connu pour sa critique du réalisme naïf, mais dans ses travaux, il reconnaît que certaines catégories naturelles, comme les espèces biologiques ou les éléments chimiques, sont en quelque sorte "réelles" dans la mesure où elles jouent un rôle central dans les sciences empiriques. Il reconnaît que les sciences cherchent à classer et à diviser le monde selon des types naturels, bien que ses vues sur ces catégories soient moins métaphysiquement rigides que celles de Kripke ou Putnam.

### Réalisme des grappes de catégorie
À la suite de Quine, certains réalistes ont développé son intuition selon laquelle les membres d'un genre naturel partagent une propriété naturelle en comptant les familles de telles propriétés qui sont regroupées de manière contingente dans la nature,,. Ces familles de propriétés se regroupent au fil du temps soit parce que la présence de certaines propriétés dans la famille favorise la présence d'autres propriétés, soit parce qu'il existe des mécanismes internes sous-jacents et/ou des mécanismes contextuels extrinsèques qui tendent à garantir la co-occurrence des propriétés.
Une catégorie naturelle est une famille de propriétés co-occurrentes qui peut être utilisée dans des déductions inductives ou à des fins d'explication scientifique. Les réalistes du genre en grappe pensent que les pressions environnementales peuvent affecter et modifier l'ensemble des propriétés associées à un genre au fil du temps. Par conséquent, dans de tels cas, aucune des propriétés elles-mêmes ne doit être individuellement nécessaire pour l'appartenance à un genre.

#### Fondamentalisme et réductionnisme
Au sein du réalisme, il existe deux points de vues : le premier est que les genres naturels sont simplement (une espèce d') universaux ou sont réductibles aux universaux. Ce point de vue est dit réductionniste. Il est opposé au fondamentalisme des genres naturels, qui soutient que non seulement il existe des genres naturels (en tant qu'entités), mais aussi que les genres naturels occupent une place fondamentale et sui generis dans notre ontologie.

### Eliminativisme des catégories naturelles
Certains philosophes ont soutenu que le concept de genre naturel devrait être éliminé au motif qu'il ne joue pas un rôle utile dans la classification scientifique. David Ludwig et Ian Hacking ont plaidé en faveur de l'élimination pure et simple du concept de genre naturel. Les arguments sont doubles : premièrement, le concept de genre naturel  s'applique à un ensemble hétérogène de pratiques de classification naturelle. L'utilisation du concept de genre naturel est si variée qu'elle induit en erreur les scientifiques en exercice s'ils utilisent le concept de genre naturel dans la classification scientifique,.
Certaines théories sur les catégories naturelles font une différence selon les domaines d'applications. Par exemple, les fondements de l'essentialisme semblent plus justifiés en chimie, tandis que le point de vue HPC (homeostatic property clusters) de Boyd semble plus facilement applicable en biologie car elle permet de capturer la nature dynamique et contingente des catégories biologiques.
Pour d'autres, ces arguments en faveur de l'éliminativisme ne fournissent pas une justification suffisante pour éliminer complètement le concept de catégorie naturelle. Ce dernier peut être amener à jouer un autre rôle épistémique dans la recherche philosophique, car elle permet une investigation fructueuse de classification non-arbitraire.

## Les catégories naturelles dans les sciences
Les sciences particulières utilisent fréquemment ce qui, à première vue, semble être des genres naturels. Une question importante est donc de savoir si les genres des sciences spéciales (psychologie, économie, biologie, chimie, etc.) satisfont effectivement aux conditions posées par les métaphysiciens pour être des genres naturels,,,,.

### Catégorie naturelle et biologie
Les philosophes de la biologie se demandent s'il ne vaudrait pas mieux comprendre les espèces comme des individus plutôt que comme des espèces naturelles. Le problème dit des espèces pose la question de savoir quels sont les critères appropriés à utiliser pour décider à quelle espèce particulière un organisme appartient,,,,,,. Les espèces évoluant dans le temps complexifie davantage cette question. Soit les espèces ne sont pas des genres naturels, soit l'idée que la parenté est fixée par les propriétés intrinsèques des choses doit être révisée.

### Catégorie naturelle et chimie
La chimie fourni un exemple paradigmatique de genre naturel : les éléments chimiques. Les composés chimiques sont également un genre naturel bien qu'ils soient composés de plusieurs éléments chimiques comme le H2O ,. L'acide ascorbique synthétisé artificiellement est toutefois considéré également comme un genre naturel mais fabriqué par l'homme. La question de savoir si les genres chimiques dont tous les exemples sont artificiels sont des types naturels est donc sujette à débat.

### Catégorie naturelle et sciences sociales
En sciences sociales, la question qui se pose est de savoir si par un effet de rétroaction, les perceptions humaines des types existants puissent avoir un effet sur la composition et même l'existence de ces types.
En sciences sociales, la plupart de nos classifications sont évaluatives. Lorsqu'il y a une déviation du comportement à une norme donnée, les individus portent un jugement évaluatif à ce sujet. La classification a donc une dimension interactive. À la suite d'Hacking, affirme que le contraste entre genres naturels et sociaux n'est pas différente. Par exemple de nombreux genres chimiques n'auraient pas été instanciés dans le monde si un scientifique ne les avaient pas conceptualiser et agi sur la base de cette conception.
Dans les deux cas, l'existence d'un système de classification peut entraîner des changements dans l'extension des genres en question. La différence entre les genres naturels et sociaux réside dans le degré de contrôle que nous avons sur l'objet de la classification. En reprenant l'exemple de la chimie, on note que la nature des phénomènes eux-mêmes impose de plus grandes restrictions aux genres que nous pouvons créer.

### Catégorie naturelle et psychologie
En philosophie de l'esprit, le statut ontologique des types psychologiques a été remis en question à la lumière des progrès modernes des neurosciences,. Si les neurosciences peuvent fournir une explication suffisante de l'action, le rôle de nos concepts psychologiques populaires de sens commun, tels que la croyance et le désir, est remis en question.
En psychologie se pose la question de savoir si les différents types d'états mentaux forment des genres naturels. Nous pensons certainement que notre esprit fait une différence dans ce qui se passe dans le monde physique et nous pensons que nous agissons parce que nous avons certaines croyances, certains désirs, certains espoirs, certaines craintes, etc. Les rôles explicatifs distincts joués par ces différents états dans la psychologie populaire suggèrent certainement que ces croyances, désirs, espoirs et craintes constituent des genres naturels mentaux distincts. La particularité est de définir des genres d'états et de processus plutôt que des genres de choses,.

## Annexe